# Štodra
Štodra (en serbe cyrillique : Штодра) est un village du sud-est du Monténégro, dans la municipalité d'Ulcinj.

## Démographie

### Évolution historique de la population
| 1948 | 1953 | 1961 | 1971 | 1981 | 1991 | 2003 |
| ---- | ---- | ---- | ---- | ---- | ---- | ---- |
| 100  | 108  | 122  | 130  | 203  | 210  | 133  |